# Linia Nistrului
Linia Nistrului (în engleză The Dniester Line, în franceză La ligne du Dniester, în turcă Dinyester Hattı) reprezintă un aliniament cu rol de frontieră strategică, ce este definită de bariera reprezentată de râul Nistru și bazinul său hidrografic⁠(uk)[traduceți]. Respectivul aliniament este de o mare valoare strategică, deoarece asigură controlul intrărilor în culoare orientate fie în zona [vestului] Mării Negre sau de-a lungul Dunării (incluzând controlul accesului spre sud înspre Breșa Basarabeană), fie spre țărmul Atlanticului pe la nord de linia munților Carpați. 
Din perspectiva geografiei militare⁠(en)[traduceți] , Nistrul se include unei bariere hidrografice aproape drepte de la Marea Baltică la Marea Neagră, aceasta fiind formată de la nord la sud de Vistula și afluentul său San până dincolo de Jarosław și continuată de cursul Nistrului cu începere din zona lacurilor din partea de sud-vest a Liovului. Controlul arealului Nistrului a devenit astfel, în decursul istoriei, un factor definitoriu al exprimării în plan regional a caracterului de mare putere al tuturor imperiilor care s-au perindat în zona Istmului ponto-baltic.
Primele semne ale unei organizări militare a aliniamentului au fost identificate sub forma unor sisteme de fortificații hallstattiene în Epoca fierului, pentru ca linia Nistrului să fie ulterior deservită militar de o serie de cetăți ale Moldovei medievale (acestea au folosit mai târziu și Imperiului Otoman). La rândul ei Uniunea statală polono-lituaniană a fortificat regiunea, similar procedând ulterior atât  Imperiului Rus cu începere din secolul al XVIII-lea (așanumita linie nistreană – în rusă Днестровская линия), precum și mai târziu, Imperiului Austriac. În perioada dintre cele două războaie mondiale Nistrul a servit și Regatul României, precum și Poloniei, reprezentând în epocă o formidabilă linie de apărare, care, a revenit ulterior, integral Uniunii Sovietice
În cadrul gîndirii de tip imperial rus este considerat de către strategii militari ruși drept fiind un aliniament de despărțire între spațiul slav și cel al restului lumii europene. Succesiv destrămării URSS spațiul reprezentat de regiunile limitrofe râului, alături de Limanul Nistrului și Regiunea Odesa a revenit Ucrainei, Republicii Moldova și Republicii Moldovenești Nistrene, iar aceste state succesoare Uniunii Sovietice care au apărut, în regiune, încearcă să-și exprime în zona Mării Negre propriile interese. Chiar și în aceste condiții, arealul își menține caracterul de zonă de interes strategic pentru Rusia postsovietică, într-un context aflat actual într-o continuă evoluție.

## Caracteristici spațiale

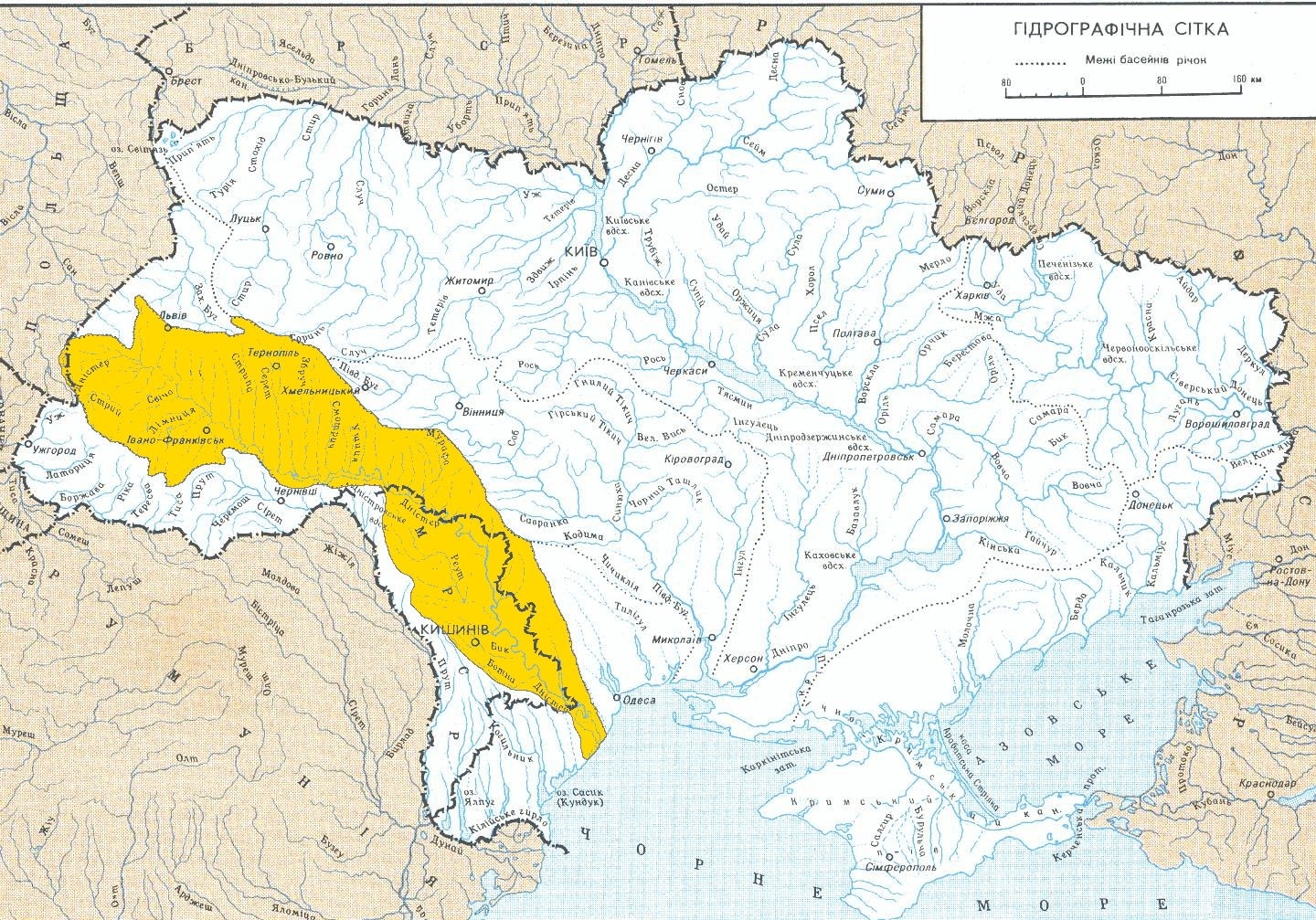
Bazinul hidrografic al Nistrului.

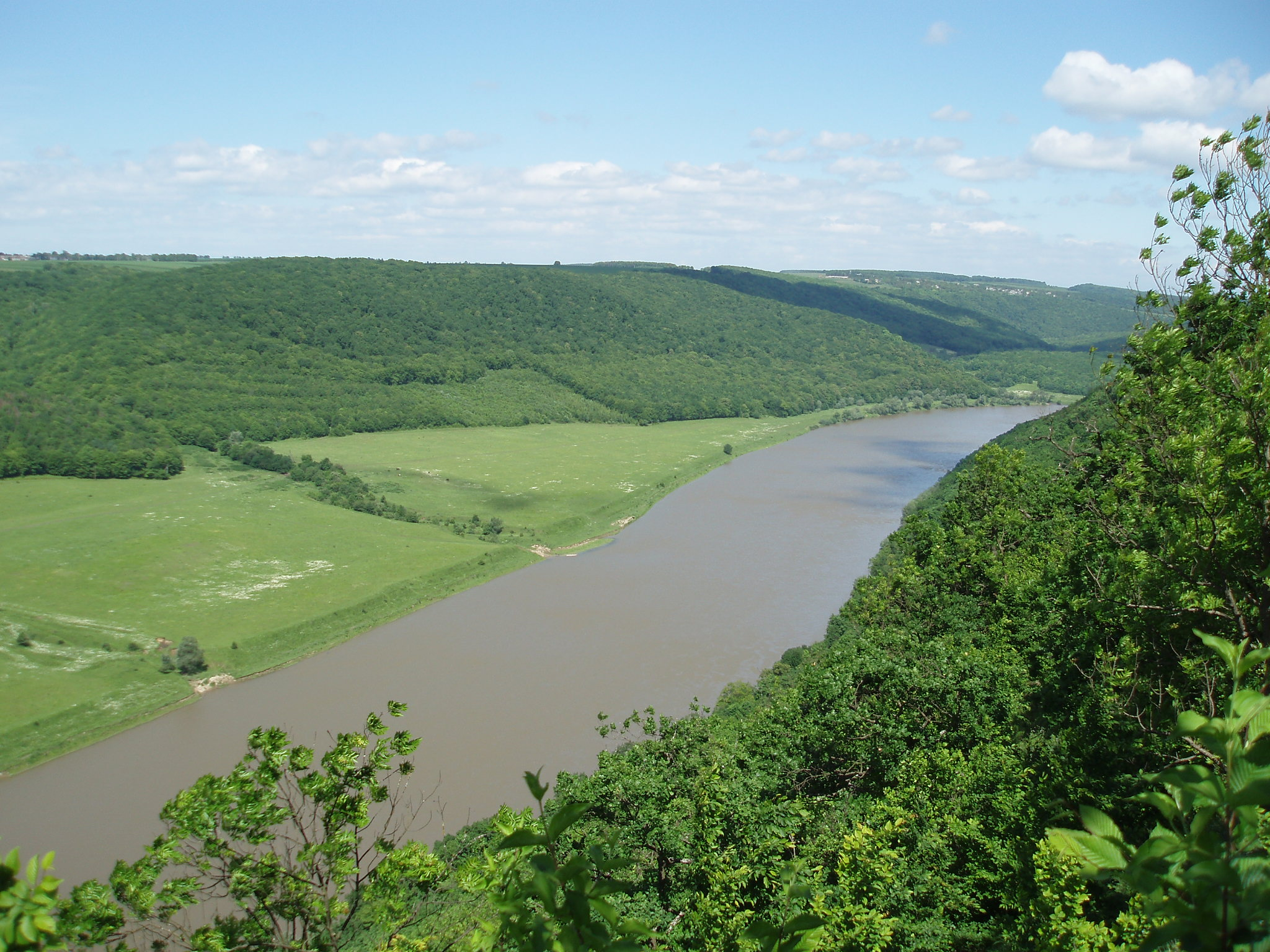
Nistrul în apropiere de confluența cu en, Regiunea Ternopil.

Izvorând din Carpații Ucrainei⁠(en)[traduceți] din apropierea graniței polono-ucrainene⁠(en)[traduceți], râul Nistru are o lungime de 1362 km și se varsă în Marea Neagră prin Limanul Nistrului, la 35 km nord-vest de Odesa, bazinul său având 72100 km2. Străbate un teren foarte neregulat și are un parcurs sinuos și complex, malul său drept dominând pe cel stâng. În nordul Basarabiei valea sa este adâncă și cotită ca o tranșee, pe când în sud, începând la Tighina este foarte largă și mlăștinoasă.
Bazinul Nistrului reprezintă o barieră hidrografică ce este un spațiu de interes strategic relevant din punct de vedere al construcției politico-teritoriale, fiind un hinterland imens aflat la o distanță mare de Oceanul Planetar, actual enclavizat însă geopolitic și geostrategic.

## Roluri
Rolul său este important, fiind poziționat între [spațiile civilizaționale] Europa și Asia. A servit de-a lungul istoriei atât ca și cale de comunicație, sau de schimburi culturale ori economice, cât și de interacțiuni de putere între entitățile politice europene și asiatice.

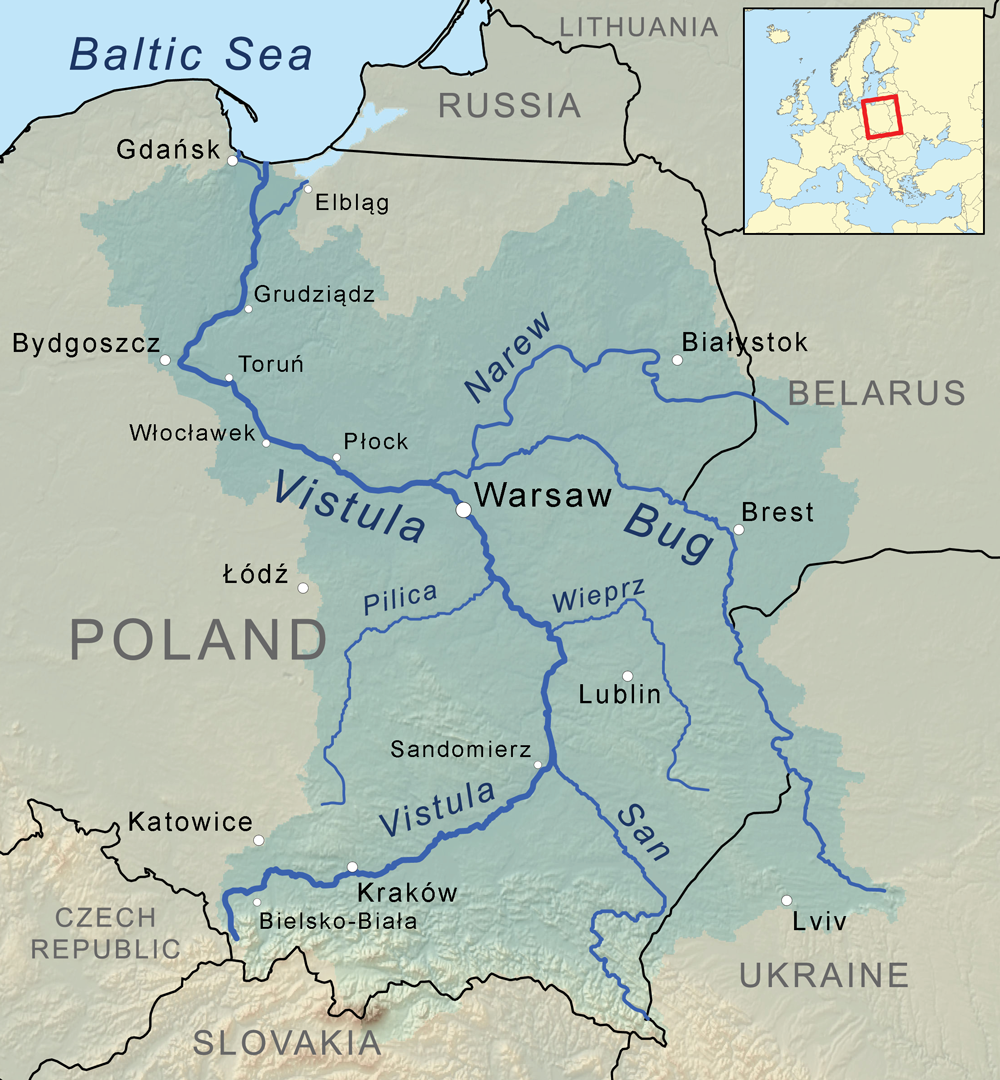
Spre Baltica, bariera hidrografică a Nistrului care, pornește de la Marea Neagră, se continuă cu cea formată de râul San și emisarul său, fluviul Vistula.

Din perspectiva geografiei militare⁠(en)[traduceți] , Nistrul se include unei bariere hidrografice aproape drepte întinsă de la Marea Baltică la Marea Neagră și formată de la nord la sud de Vistula și afluentul său San, până dincolo de Jarosław și continuată de cursul Nistrului, cu începere din zona lacurilor din partea de sud-vest a Liovului.
- În această barieră, singura breșă este reprezentată de terenul aflat între Jarosław și lacurile de la Horodok (în poloneză Gródek).[6]
- În spate, din perspectiva unui atac venit pe direcția coridorului dintre San și Bugul de Vest sau dinspre est, prin Liov, Nistrul are bariera orografică a Munților Carpați. Între râurile San și cursul superior al Nistrului, pe de o parte și Carpați, pe de cealaltă parte, se găsește un teren[7] cu aspect de glacis[8] fragmentat de văi adânc profilate asociate cu podișuri înalte și care, favorizează defensiva.[7] Cu toatea acestea, Carpații în acest areal nu reprezintă o barieră definitivă, ci mai degrabă un zid cu multe porți care, permit trecerea unui invadator spre sud-vest.[8]
- Calea navigabilă a Nistrului reprezintă un puternic aliniament defensiv.[9]

Bazinul râului, împreună cu cursul său s-au constituit astfel într-un spațiu de interes strategic, fortificat prin linii și puncte de apărare. În decursul istoriei, spațiul respectiv a fost folosit fie ca platformă de extindere a influenței actorilor geopolitici prezenți în regiunea geografică respectivă, fie pentru limitarea extinderii influenței acestora. Controlul arealului Nistrului a devenit, astfel, un factor definitoriu al exprimării pe plan regional al caracterului de mare putere al tuturor imperiilor prezente în zona Istmului ponto-baltic.
În raport cu spațiul situat la sud, această barieră asigură controlul accesului spre Breșa Basarabeană.

## Istorie

### Epoca Fierului
Au fost identificate pe linia Nistrului concentrări ale unor fortificații hallstattiene târzii care, au constituit adevărate sisteme de fortificații menite să apere zone vaste, precum cele din zonele Saharna și Țipova – Horodiște. Ele nu s-au limitat numai la malul drept, având corespondent și pe malul opus și amplasarea lor s-a suprapus rutelor comerciale, fie ele de-a lungul râului sau prin vaduri tradiționale de traversare ale acestuia. Aparținând geților, ele au fost precedate de fortificații aparținând Hallstatt-ului timpuriu și mijlociu ale predecesorilor geților, încadrați arheologic în complexe culturale de tip Saharna-Solonceni și Basarabi-Șoldănești, evoluând uneori, în același loc (Butuceni și  Saharna). Corespunzător expansiunii scitice din secolul al VII-lea î.Hr. spre Transilvania (agatârșii) și Dobrogea, vechile fortificații Hallstattiene timpurii și mijlocii și cultura aferentă au dispărut, într-o primă etapă. Începând cu a doua jumătate a secolului al VII-lea î.Hr și cu precădere în secolul al VI-lea î.Hr., însă, geții au ridicat într-o a doua etapă mari fortificații. Acestea s-au inclus într-o rețea pe care, istoricul Nicolae Ursulescu o postulează ca fiind capabilă să oprească invaziile sciților războinici din est, ceea ce ar fi putut fixa frontiera dintre geți și sciți aproximativ pe linia Nistrului, cu continuarea sa prin Gurile Dunării, pentru aproape două secole. Nu există însă un consens referitor la limitele geografice de separare dintre neamul tracilor și sciților și este de menționat că, la stabilitatea acestei frontiere pare să fi contribuit și expansiunea Regatului Odris. Limită de demarcație a acestuia cu sciții se afla în secolul al V-lea, cel mai probabil pe linia Dunării și decăderea acestui regat, spre sfârșitul secolului al IV-lea, ar fi rupt echilibrul de putere favorabil geților.
Fortificațiile respective erau edificate  aproape în mod exclusiv din pământ cu palisade de lemn, uneori însă fiind folosite casete interioare din piatră și lemn care, aveau scopul de a da o consistență mai mare valurilor [de pământ]. Aceste sisteme de fortificații (care se regăsesc și la vest de Prut), presupuse în 2016 de Ursulescu drept aparținând aproape sigur unor mari uniuni tribale și având un rol defensiv împotriva sciților, au decăzut cu începere din secolul al III-lea atât pe fondul reluării expansiunii scitice spre Gurile Dunării și Dobrogea, cât și al apariției în zonă a bastarnilor spre sfârșitul secolului al III-lea, moment în care activitatea vechilor cetăți hallstatiiene din interfluviul pruto-nistrean a încetat.

### Evul Mediu
Sub conducerea hanului Krum, Primul Țarat Bulgar a atins  linia Nistrului.
Nistrul apare ca și hotar întărit cu rol de linie de apărare contra Răsăritului în perioada întemeierii Moldovei, spațiul său de apărare prelungindu-se cu cel al Mării Negre. De-a lungul Nistrului a fost ridicat un șir de cetăți (Cetatea Albă, Tighina, Orhei, Soroca și Hotin) care, au trasat în timp, granița logică a spațiului civilizațional de tip european. Spațiul a trecut pe rând, din sfera de interese bizantină (cu referire la partea terminală sudică a teritoriului nistrean) în cea tătaro-mongolă, reprezentând ulterior zona celui mai important sistem defensiv al Moldovei medievale. Acest aliniament a intrat ulterior sub suzeranitate otomană, fortificațiile fiind ocupate de turci, spre a controla mai ușor noile provincii care intraseră în sfera lor de interes.
Pentru Republica Poloneză, Nistrul s-a inclus unei granițe „deschise” care, începea pe Ceremuș și se continua spre Nipru prin Câmpiile Sălbatice⁠(pl)[traduceți] și care necesita vigilență și apărare permanentă împotriva valahilor (predispuși să atace teritoriul Republicii), precum și mai ales a turcilor și tătarilor. Asigurând controlul accesului spre Breșa Basarabeană și al Drumului Moldovenesc, precum și interceptarea Drumului Tătăresc (ambele căi de comunicație având atât rol comercial cât și de trasee de mobilitate militară⁠(en)[traduceți]), zona fortificată a Nistrului a fost sediul unor acțiuni militare și bătălii, purtate de conducătorii Poloniei și ai Uniunii statale polono-lituaniene pentru apărarea accesului spre Breșa Basarabeană la Hotin și Camenița. Într-un context în care  frontul sud-estic polono-lituanian a fost apărat în de cel mai mare număr de puncte fortificate, linia Nistrului a fost apărată în primul rând de Cetatea Camenița, una dintre cele mai puternice și mai bine situate cetăți ale Uniunii. Acesteia i s-au alăturat pe malul Nistrului alte cetăți și puncte fortificate care apărau trecerile și vadurile sale la: Rakoveț⁠(uk)[traduceți], Okopî (Citadela Sfintei Trinități)⁠(en)[traduceți], Jvaneț⁠(pl)[traduceți], Moghilău și Rașcov (menționate în romanul Prin foc și sabie scris de Henryk Sienkiewicz).

Fortificații pe linia Nistrului în al doilea mileniu d.Hr.
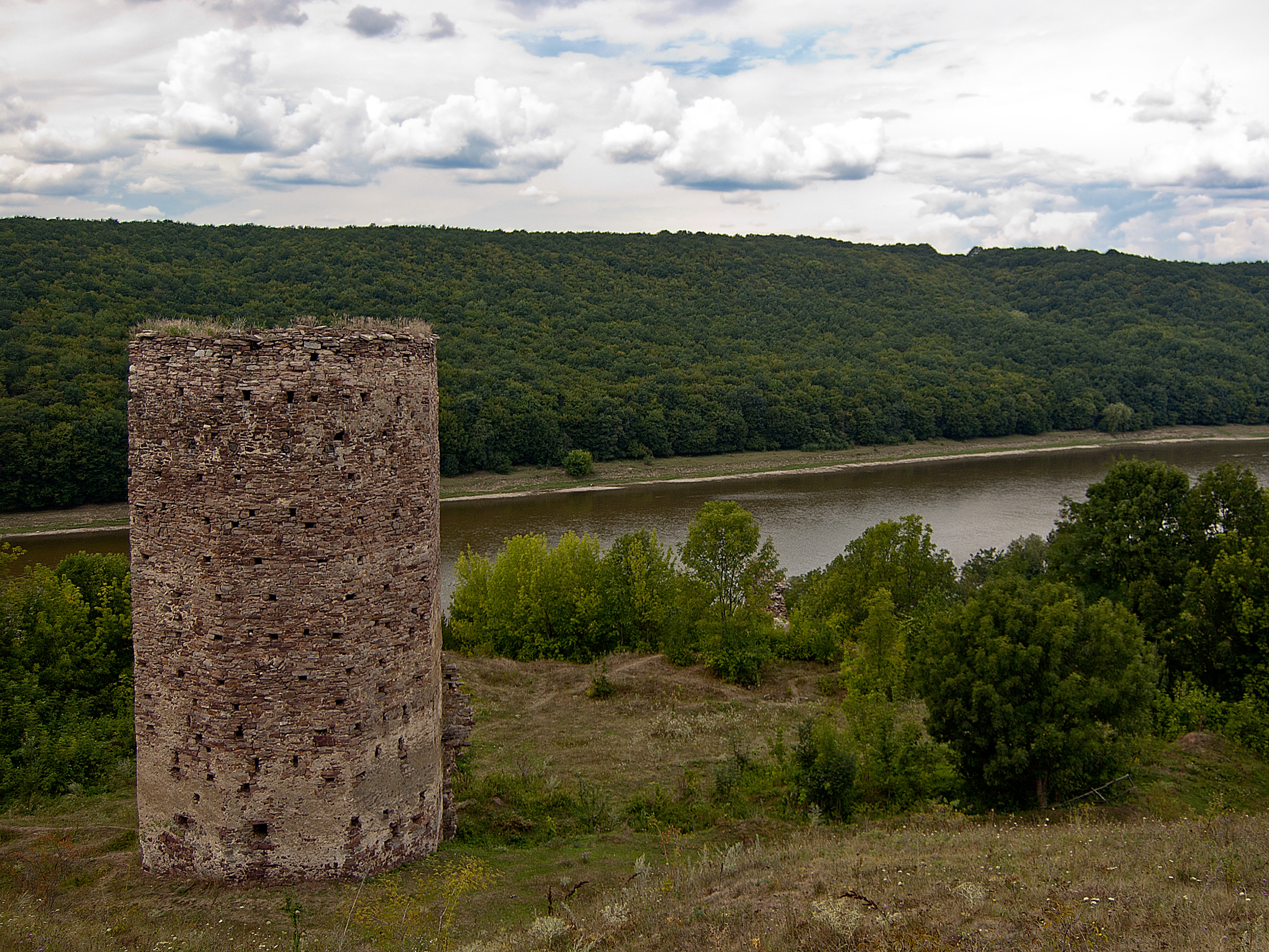
Turn al cetății Racoveț
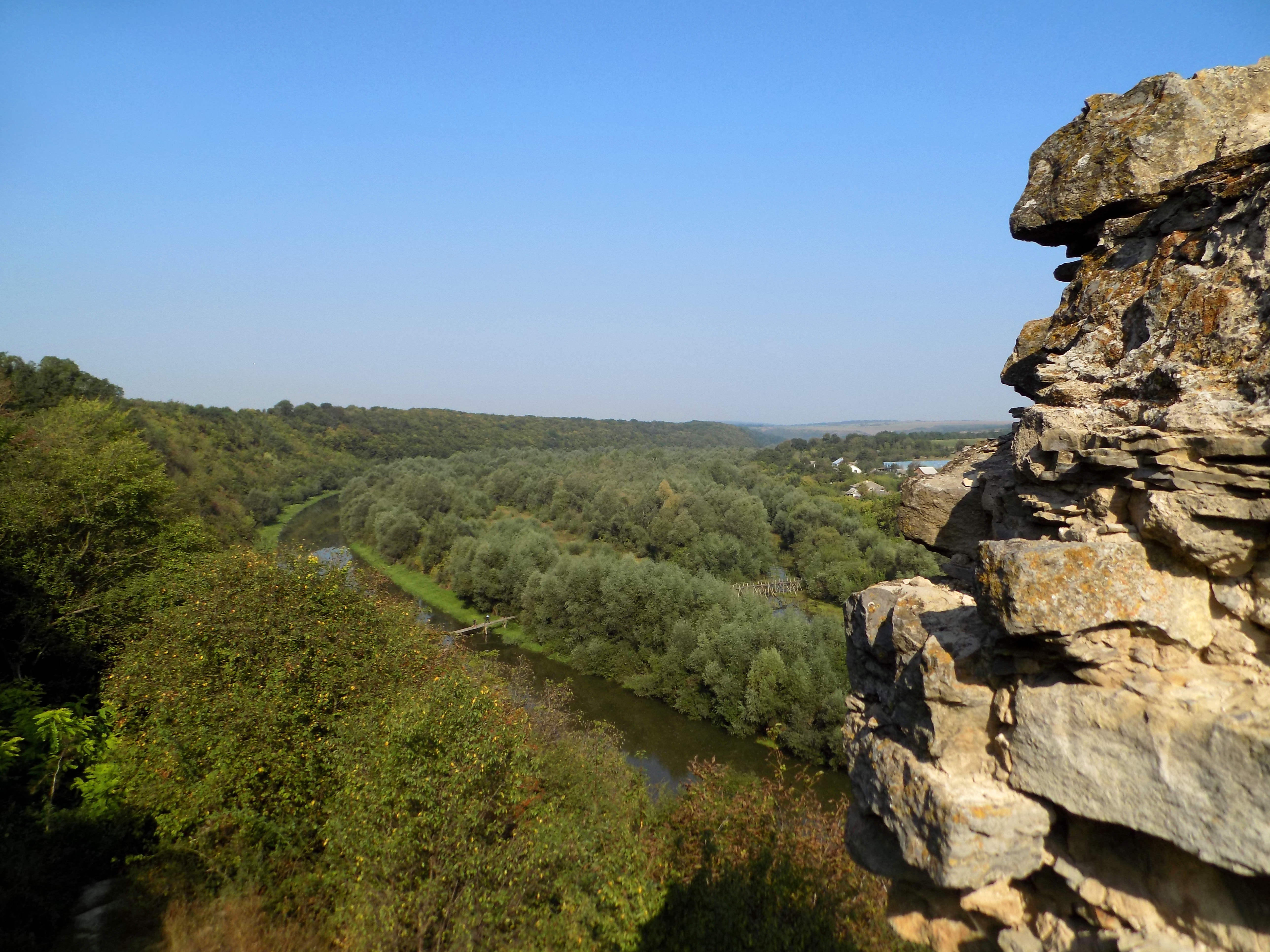
Turn al Cetății Okopî.
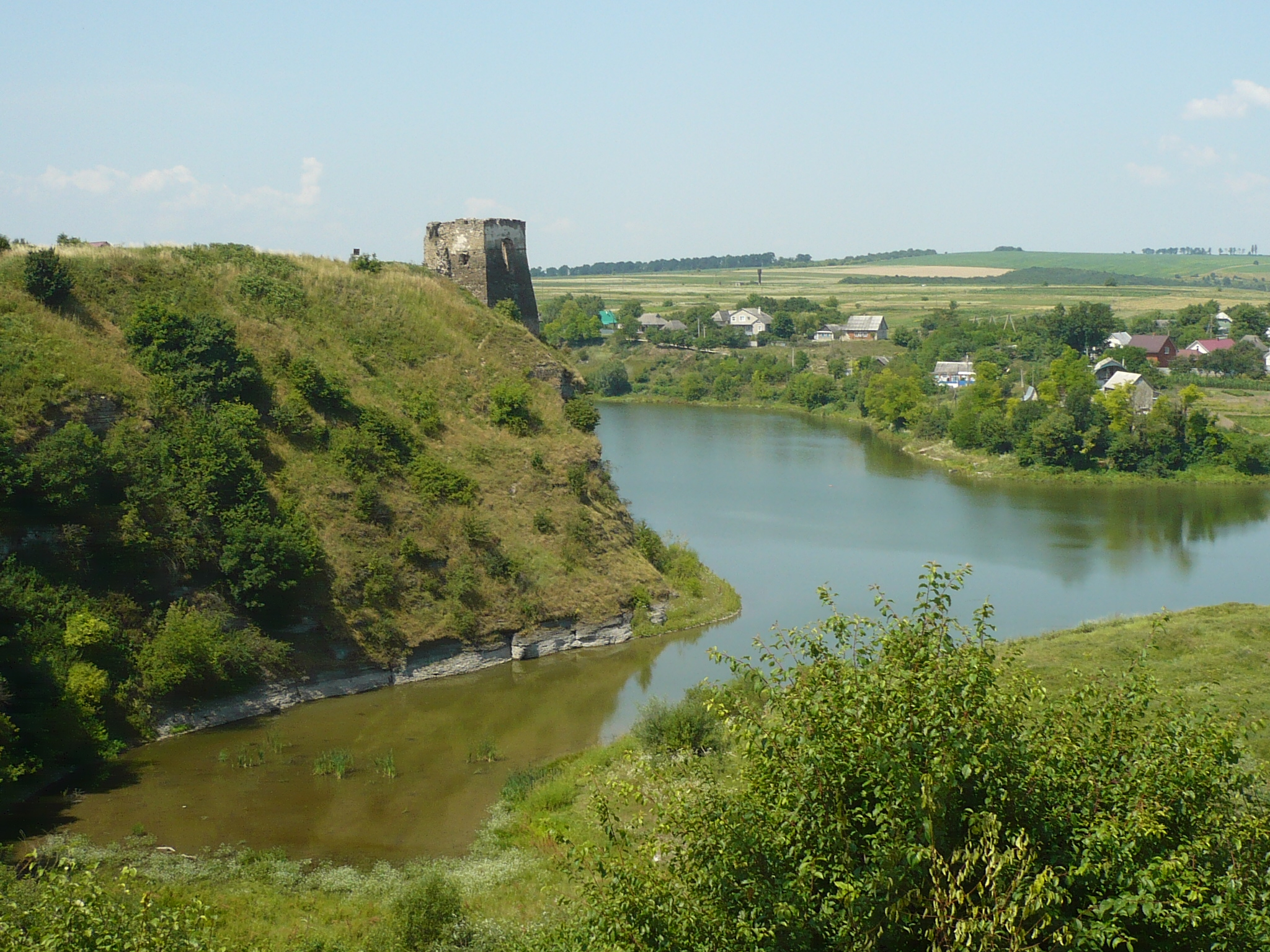
Turn al cetății Jvaneț.
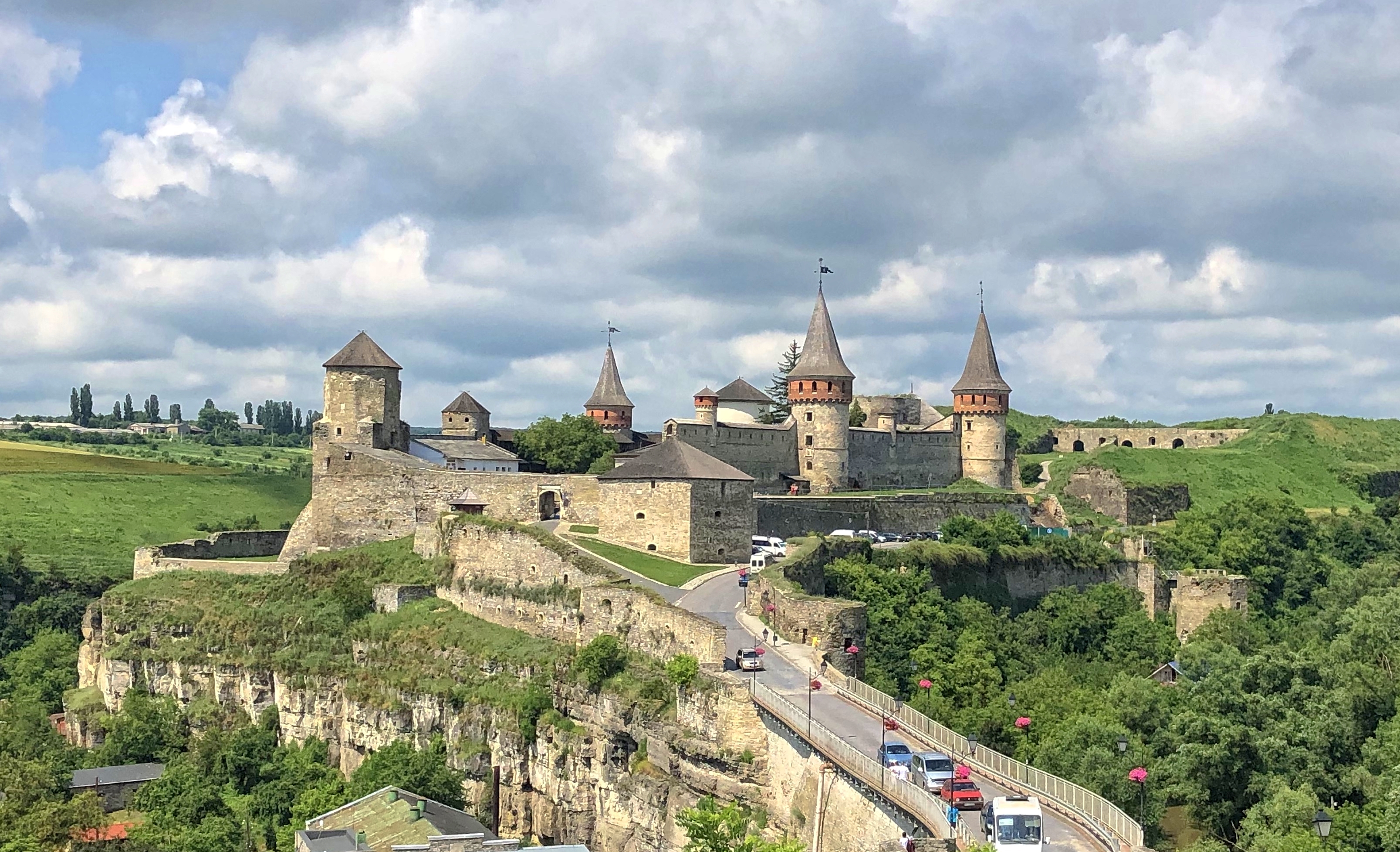
Cetatea Camenița.
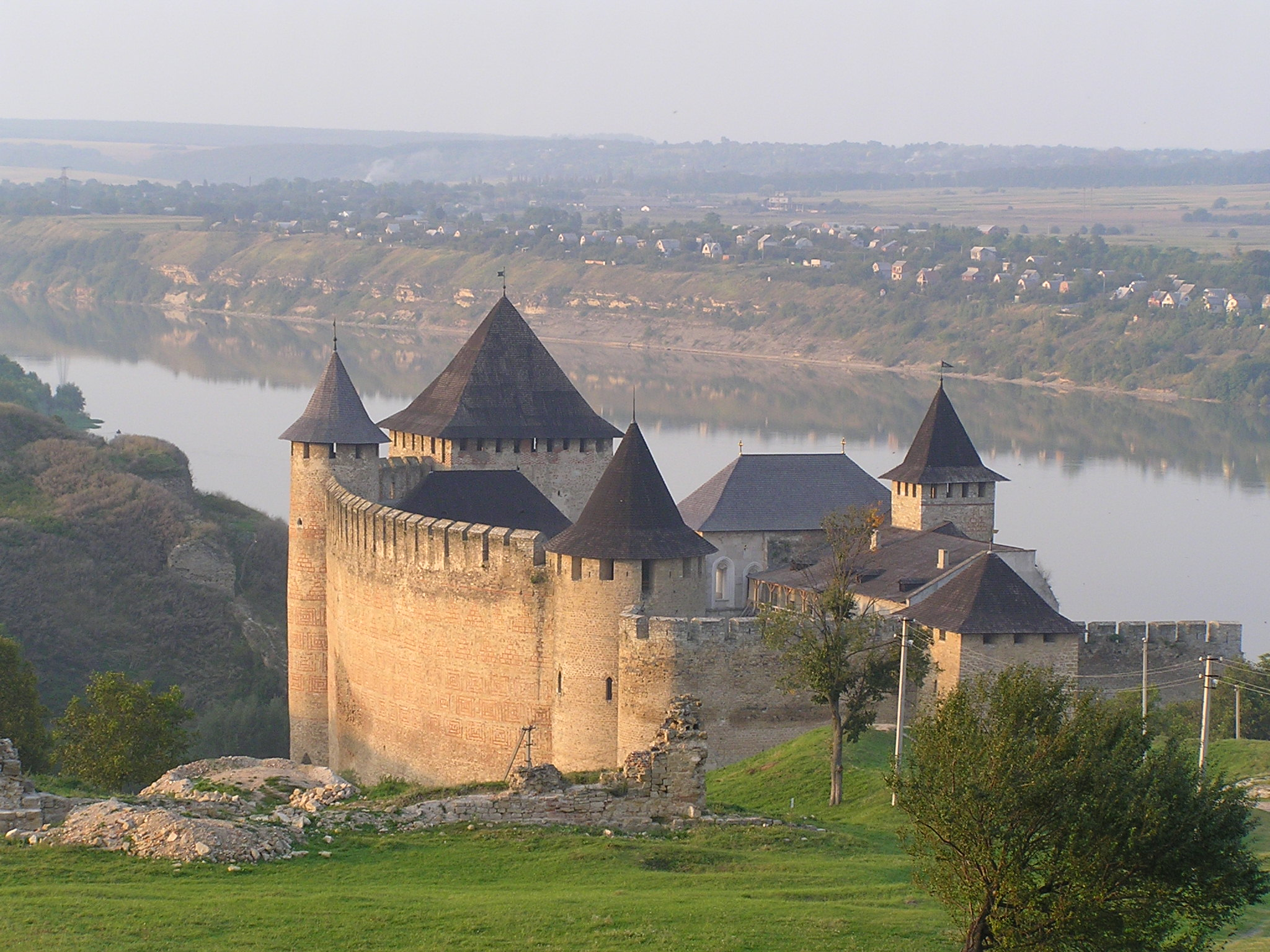
Cetatea Hotin.
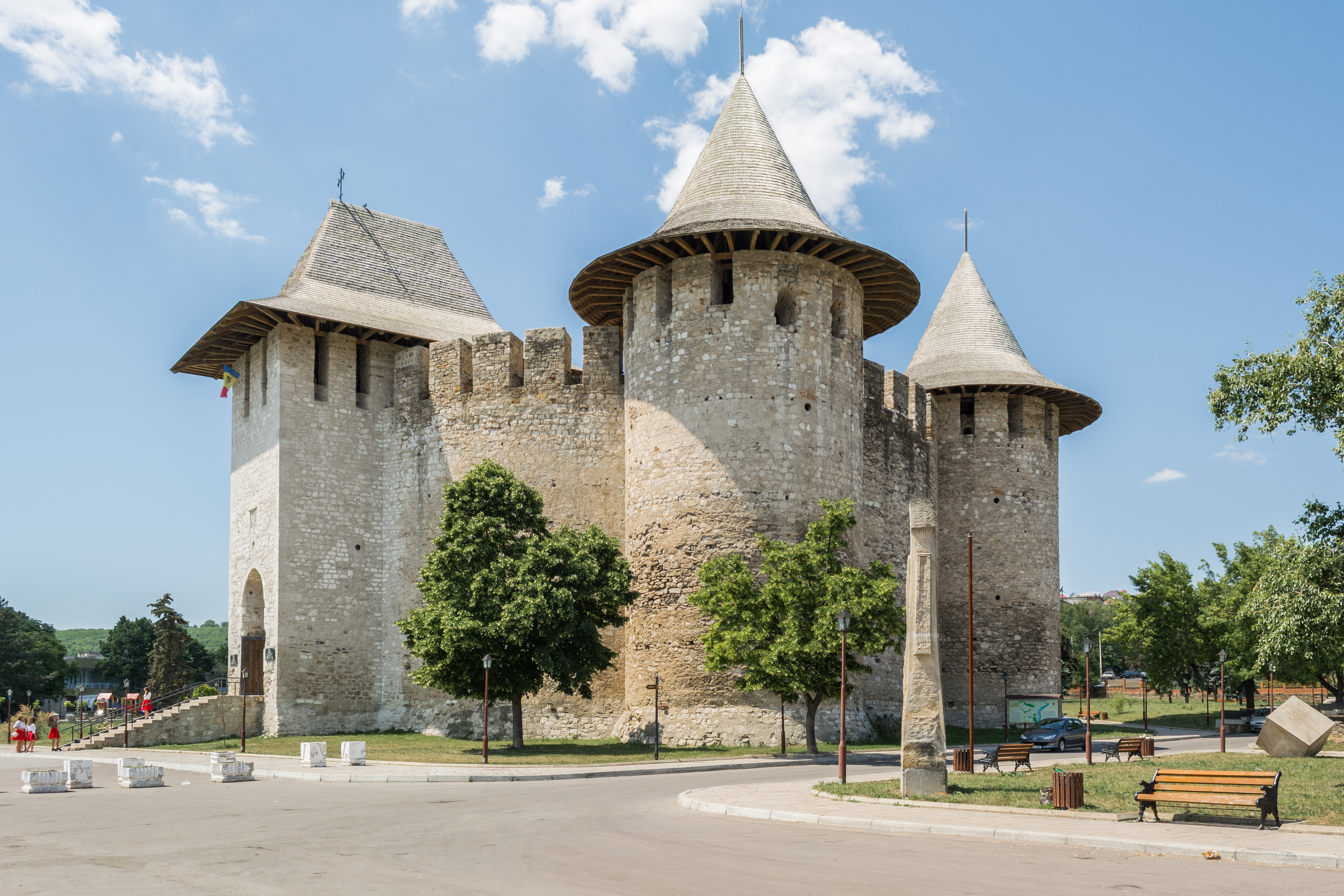
Cetatea Soroca
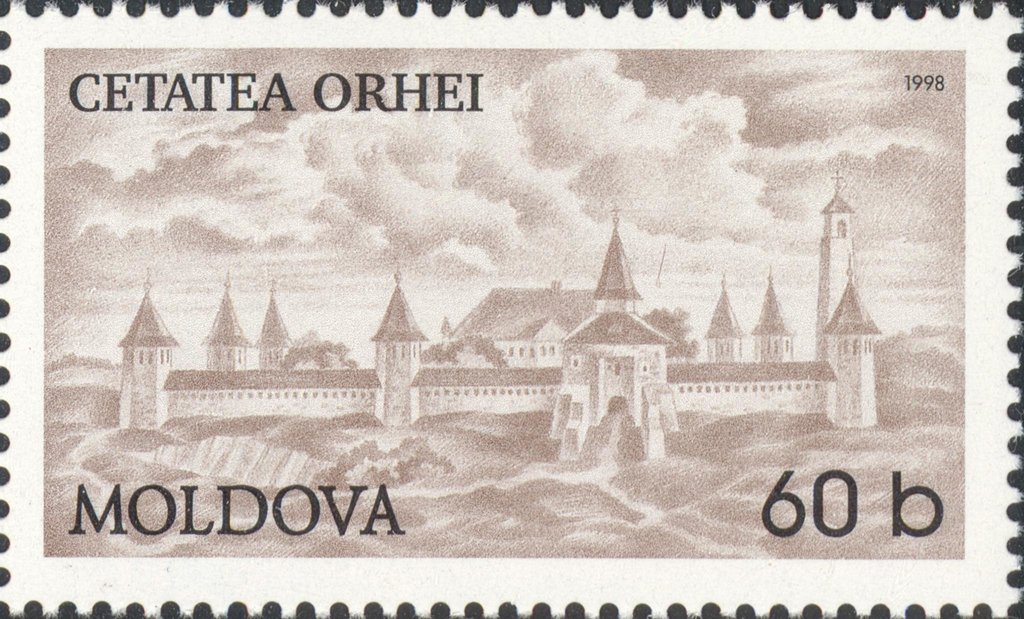
Cetatea Orhei.
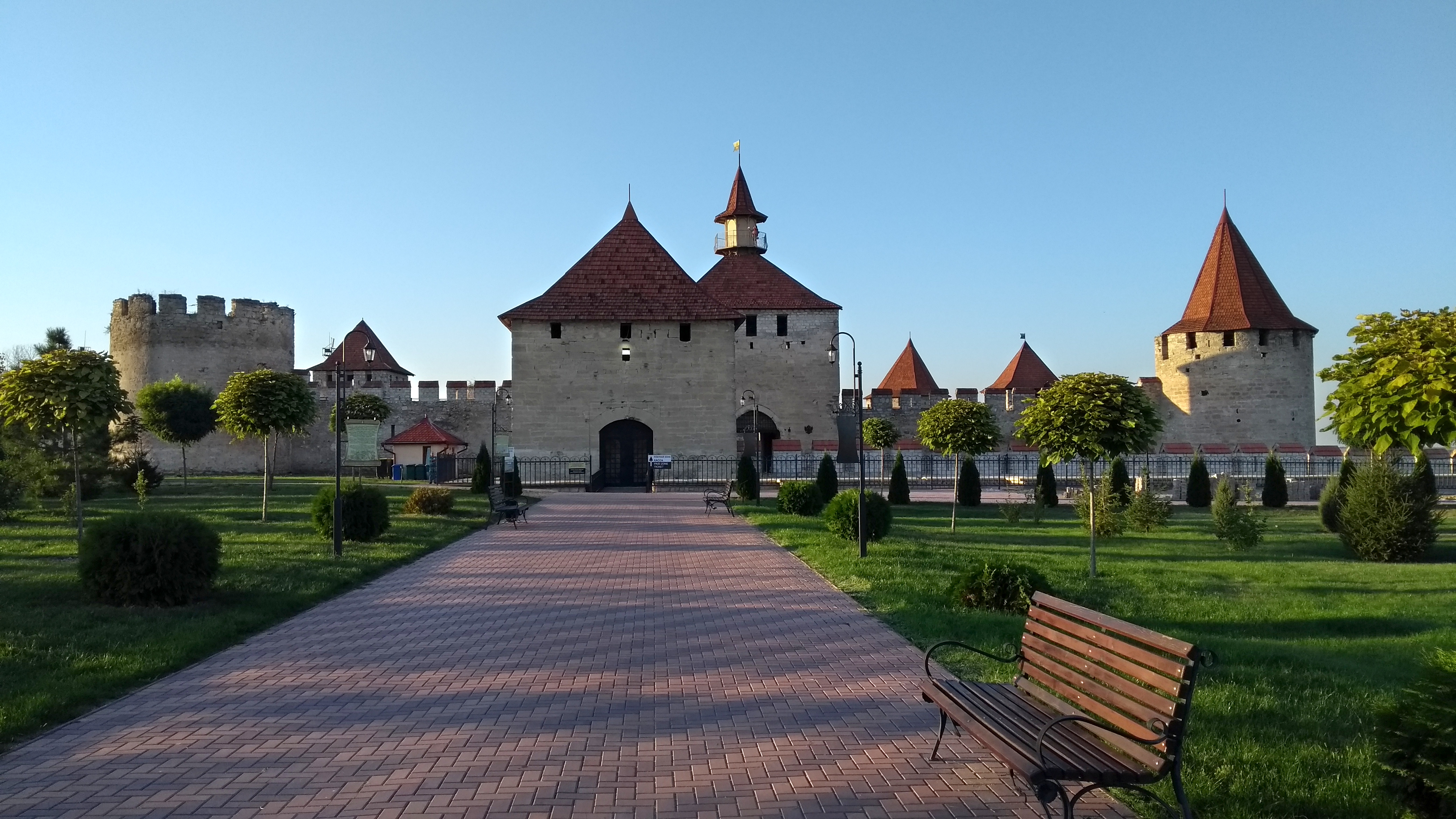
Cetatea Tighina.
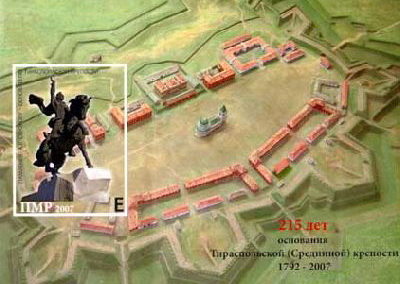
Fosta cetate de la Tiraspol.
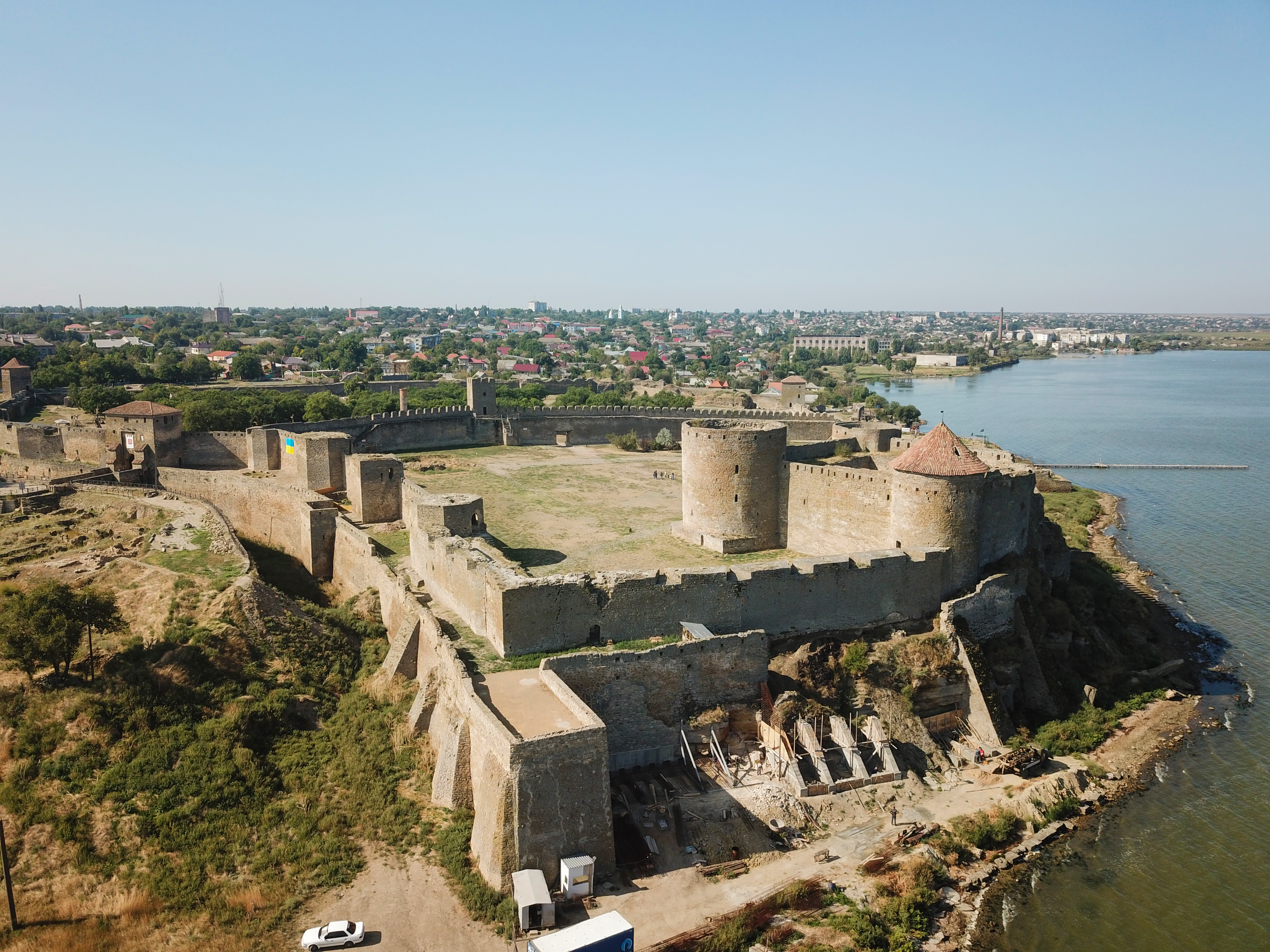
Cetatea Albă.
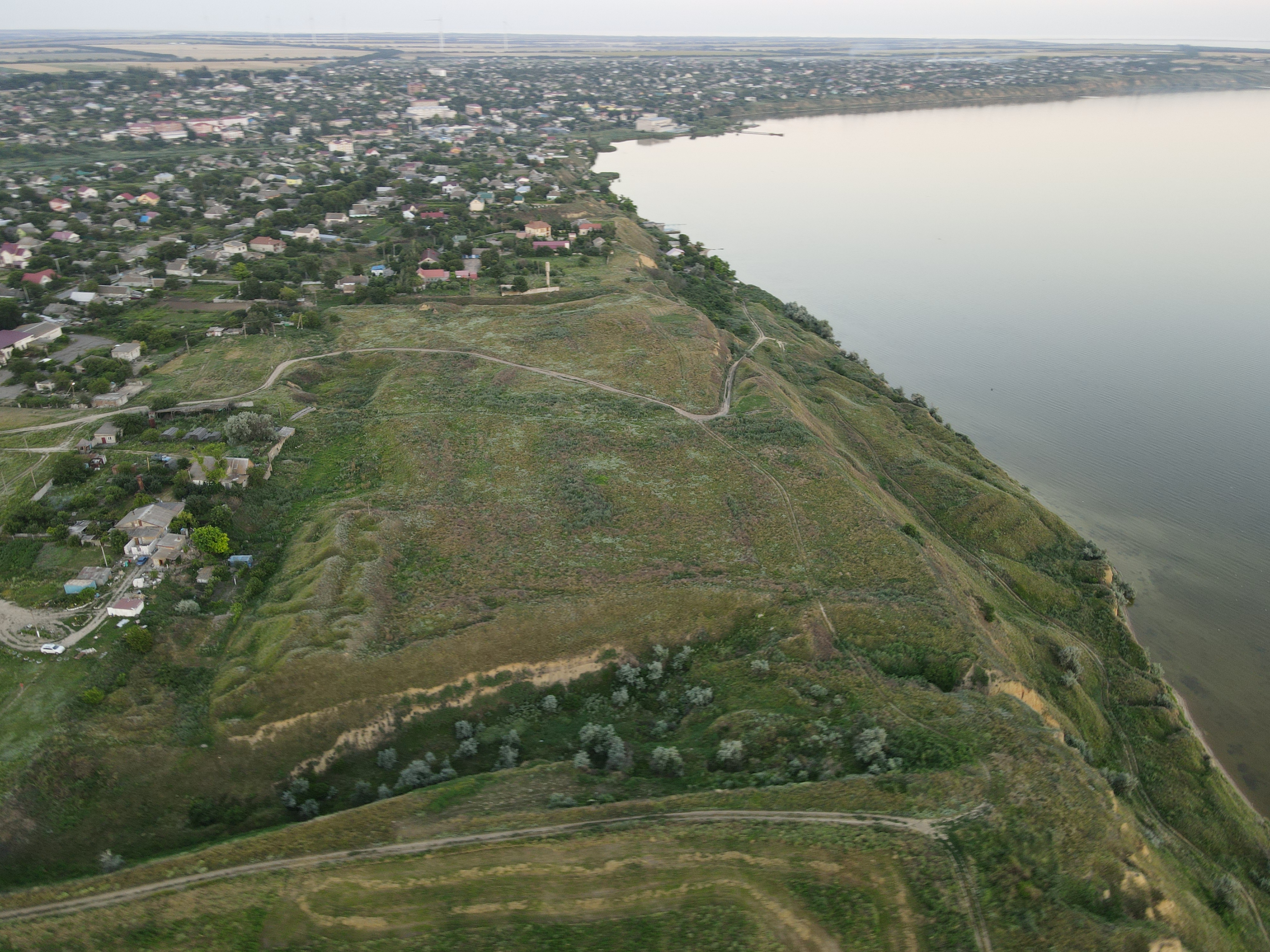
Locul fostei cetăți de la Ovidiopol.

### Epoca Modernă
Rarele fortificații existente pe Nistru au fost, un timp, suficiente pentru a acoperi teritorile otomane într-un context, în care, Imperiul se putea sprijini atât pe interpunerea adesea favorabilă a puterii poloneze cât și pe „deșertul tătăresc”, dinspre est. Combinațiile politice și diversiunile posibile determinau, în acest context, diminuarea, obosirea și întârzierea trupelor ruse, precum și împuținarea muniției adusă de departe, ceea ce dădea timp otomanilor să-și strângă numeroasa armata aflată la mare distanță de frontieră și să intervină.
În timp însă, în a doua jumătate a secolului la XVII-lea echilibrul de putere dintre imperiile Rus și Otoman s-a schimbat, polonezii și tătarii au dispărut ca și aliați, iar Sublima Poartă a devenit vulnerabilă pe Nistru la apropierea trupelor rusești. Sistemul de fortificații de aici a devenit învechit, ceea ce le-a permis rușilor să treacă linia Nistrului cu ușurință.

#### Epoca modernă timpurie
Pe măsură ce criza Imperiului Otoman a progresat, marile puteri vecine au încercat să ocupe teritoriile creștine ale acestuia,

##### Linia otomană

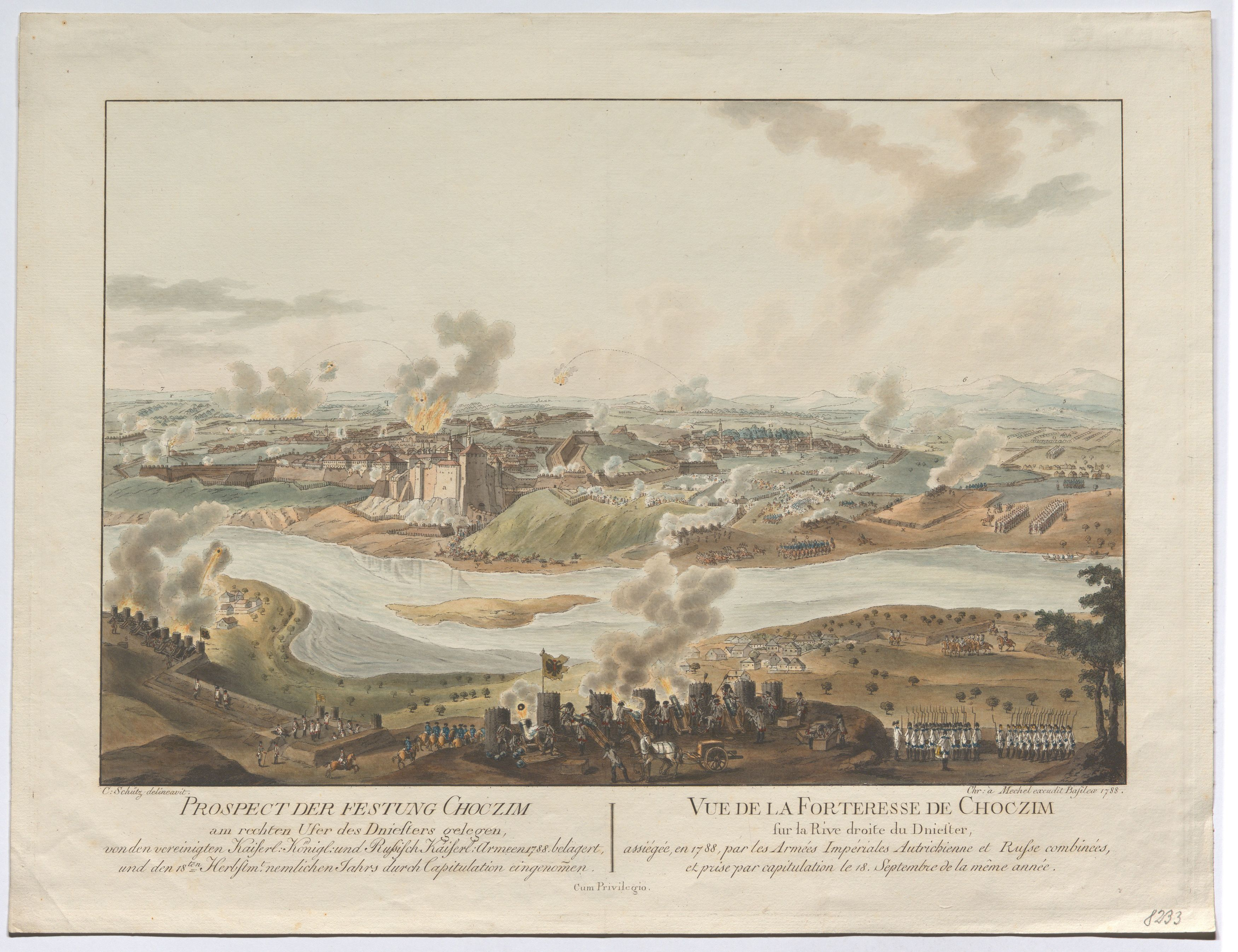
Hotinul asediat la 1788.

După cucerirea liniei Nistrului de către ruși de la turci în 1791 (Tratatul de la Iași), cu începere din secolul al XVIII-lea Imperiul Otoman a început să apere aliniamentul față de Rusia. Cetățile de pe Nistru rămase sub controlul otomanilor au ajuns, în context, să devină o piedică atât împotriva tendințelor expansioniste ale Imperiului Rus, cât și ale celui Habsburgic.
Noua situație geopolitică, în care se afla statul otoman, a făcut ca fortificațiile otomane de pe linia Nistrului să capete scopul de a împiedica Imperiul Rus să înainteze spre Gurile Dunării. Deoarece turcii nu investiseră însă nimic pentru îmbunătățirea sistemului de apărare de aici, fortificațiile deveniseră ușor de cucerit de către ruși și necesitau la sfâțitul secolului al XVIII-lea modernizări rapide. Pentru aceasta, Imperiul a apelat la ingineri și arhitecți capabili să le refacă la standardele vremii, din rândul aliaților porții. Sistemul de fortificații respectiv, situat pe noua frontieră europeană a Imperiului Otoman, a beneficiat astfel la sfârșitul secolului al XVIII-lea de interes în ce privește îmbunătățirea sa, din partea Franței, interesată de ameliorarea capacităților defensive ale armatei otomane. Fortificațiile de la Tighina și Cetatea Albă, precum și cele de la Chilia și Ismail au fost organizate într-un sistem pentru a se putea ajuta reciproc. În acest cadru Cetatea Albă a devenit, după 1792, cea mai importantă fortificație de la frontiera cu Rusia, păstrându-și în același timp și rolul său important în navigația și comerțul de pe Nistru.

##### Linia rusă
Interesul geopolitic pentru regiune al Imperiului Rus a crescut pe măsura avansului său către sud-vest, care avans a atins linia Nistrului sub comanda lui Aleksandr Suvorov. drept Ca și consecință, între 1792 și 1795 a debutat construirea unui sistem de fortificații de către Rusia la noua graniță ruso-otomană care, era constituită de râul Nistru (așanumita linie nistreană – în rusă Днестровская линия). Respectiva linie defensivă a fost constituită de la râul Iagorlâc până la Limanul Nistrului, extinzându-se de-a lungul țărmului Mării Negre până la Oceac și a inclus în sistemul defensiv pe lângă fortificații mici, cetățile de la Tiraspol, Ovidiopol, Odesa, precum și portul Odesa. Proiectul care, l-a avut drept planificator pe inginerul militar, arhitectul și urbanistul François Sainte de Wollant⁠(fr)[traduceți] nu a fost complet dus până la capăt, iar perioada de funcționare de fortărețelor a fost scurtă.

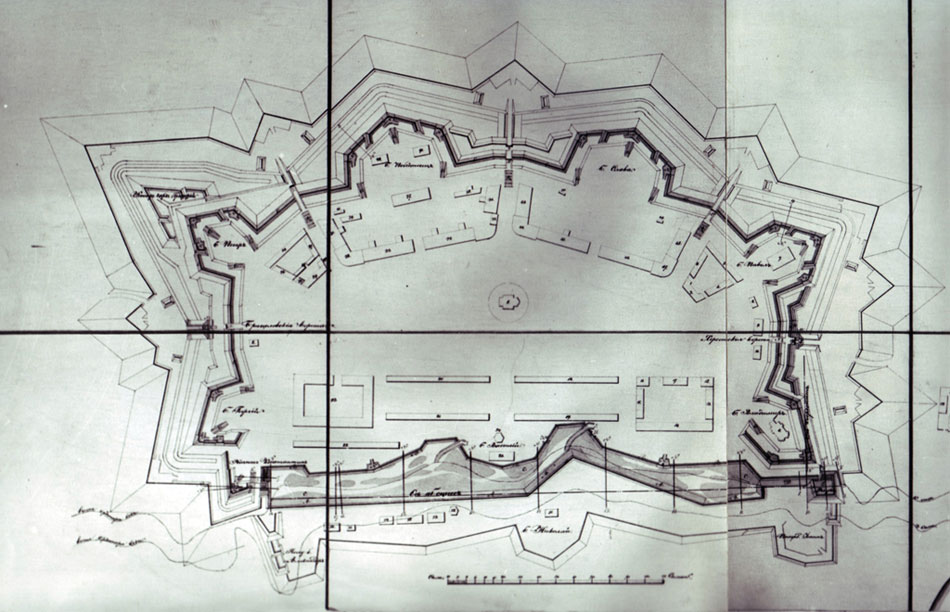
Planul cetății Tiraspol.

Acestea au fost fortărețe de tip bastionar îmbunătățite prin creștere puterii de foc, a suprafeței și prin modificarea profilării complexelor defensive și au avut activitatea militară afectată de mutarea frontierei Imperiului Rus spre est, ca urmare a încorporării Basarabiei. Astfel, fortăreața de la Odesa (care era și cea mai mică) a fost desființată în 1811, iar cea de la Tiraspol în 1835 (deși orașul și-a păstrat mult timp rolul militar, terenul ultimei fiind redat circuitului civil de abia în anii 1960). La Ovidiopul, unde fortificațiile s-au păstrat, terenul fostei fortărețe nu este folosit nici astăzi, deși clădirele în sine au fost demolate.
Începând din același secol amplasamentul a fost definit în mod constant de strategii militari ruși, drept linie strategică de frontieră dintre spațiul slav și restul lumii europene. Deși frontiera politică dintre statul rus și statele vestice a oscilat ulterior între Prut și Nistru, frontiera strategică imperială rusă a rămas însă în mod constant pe Nistru.

#### Secolul XIX
Odată linia de de fortificații ruse nistrene constituită, în cadrul noii orientări politico-strategice imperiale ruse spre sud care a vizat controlul litoralului nodului Mării Negre și accesul spre strâmtorile Bosfor și Dardanele, necesitatea protecției noii linii s-a constituit într-unul dintre pretextele care au servit rușilor pentru a anexa Basarabia. Noua regiune dintre Prut și Nistru, odată inclusă Imperiului, a reprezentat un spațiu de manevră strategică între culoarele strategice ale Galiției, Dunării și maritim al [vestului] Mării Negre.
În acest context, bazinul Nistrului⁠(uk)[traduceți] a fost asociat într-un sistem de interdependențe care a inclus:
- Basarabia ca și:

- zonă strategică de siguranță interioară
- bază de operații pentru o eventuală manevră strategică interioară, spre culoarele central-european și dunărean
- bază de plecare pentru o eventuală cucerire a Gurilor Dunării, separare a Principatelor Dunărene și avans spre sud pe direcția culoarului Mării Negre.

- ce mai rămăsese din Principatul Moldovei, între râul Prut și Carpații Orientali, ca și spațiu de siguranță strategică exterioară al Imperiului Rus în raport cu Imperiul Habsburgic
- Țara Românească, în calitate de spațiu de siguranță strategică al Imperiului Otoman în raport cu Imperiul Habsburgic.
- Marea Neagră, ca și zona de siguranță strategică exterioară a Imperiului Otoman față de cel Rus.

Linia fortificațiilor de pe Nistru a servit în acest context atât Imperiului Rus, cât și Uniunii Sovietice și ulterior Rusiei postsovietice, drept spațiu de mare valoare strategică, menit să servească la controlul intrărilor în culoarele strategice ale fostei Galiții (prin nordul Carpaților și Alpilor spre Normandia), interfluviului pruto-nistrean (spre culoarul maritim) și Gurilor Dunării (spre culoarul Dunării).
În paradigma strategică a Regatului României, prezența rusă pe linia Prutului (a cărei vale nu se poate numi o piedică) și a Dunării, în loc de a se afla pe linia Nistrului, însemna descoperirea României pe toată linia Prutului, cu vulnerabilizarea Bucovinei și a restului Moldovei, amenințarea directă a Dobrogei dinspre nord, neutralizarea intersecției hidrografice de la Cotul Dunării cu Siretul și Prutul, amenințarea porturilor fluvio-marine Brăila și Brăila, precum și dominarea ieșirii arterei comerciale a bazinului dunărean, spre mare și a Peninsulei Balcanice.
Războiul Crimeii a determinat, în 1854, ca Imperiul Austriac să fortifice unele puncte strategice aflate pe frontiera rusă sau în apropierea acesteia, acolo unde Imperiul Rus ar fi putut să atace mai ușor. A debutat astfel edificarea unor fortificații la Rozvadiv, Sivka, Martîniv, Halîci și în zona Nistrului mijlociu, la Zalesciki. Activitatea de construcție a fost sistată odată cu sfârșitul războiului respectiv.

#### Secolul XX

##### Primul Război Mondial
În Primului Război Mondial regiunea Nistrului a servit beligeranților pe Frontul de Răsărit pe post de aliniament care, putea fi fortificat și care a fost extins spre nord în zona râului San. Acesta fost utilizat în apărare atât de Puterile Centrale, cât și de Imperiul Rus.
Este de menționat în acest context că la începutul Marelui Război aliniamentul San – Nistru, aflat mai în spate în raport cu frontiera Dublei Monarhii, a servit pentru acoperirea dislocării și concentrării trupelor austro-ungare pe Frontul de Est în apropierea frontierei, dar la distanță suficientă de aceasta pentru ca, desfășurarea trupelor să fie ferită de o înaintare rapidă a cavaleriei Imperiale Ruse și de un potențial atac din flanc al trupelor Armatei Regale Române. Acestui scop i-a fost destinat spațiul centrat pe direcția: vest Jarosław – Przemyśl – Sambor – Stryj – Stanislau.

##### Perioada interbelică

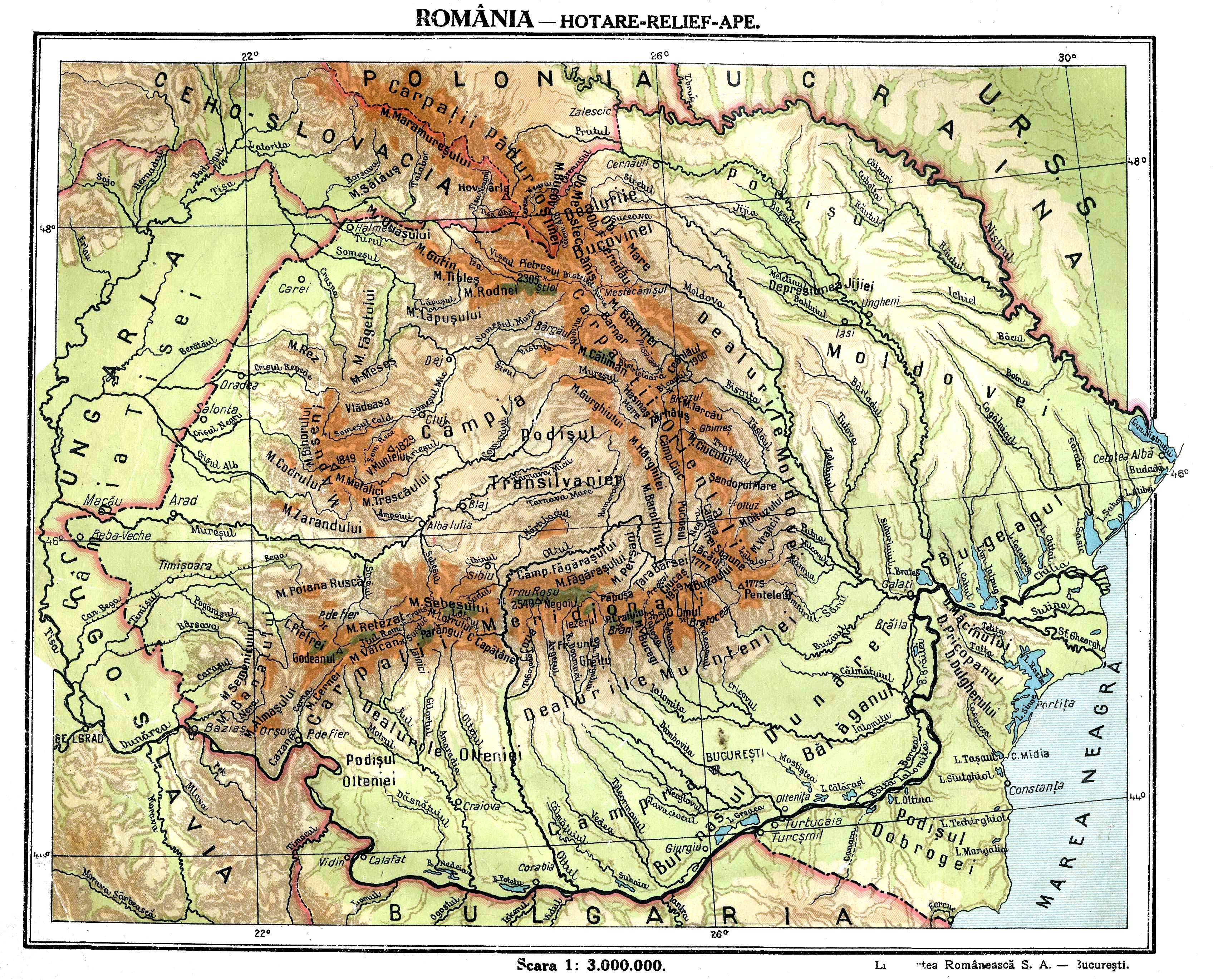
România Mare.

După 1918, frontiera statului român a atins linia Nistrului. Situația existentă în 1919, pe Nistru, era aceea au unei stări de război nedeclarate în care, au avut loc intervenții militare atât din partea rușilor și naționaliștilor ucraineni, cât și din partea Armatei României, de ambele părți ale râului.
În perioada interbelică frontiera nistreană a fost eticheată fie doar ca linie de demarcație [militară] (de către sovietici), fie ca frontieră ruso-română. În perioada dintre cele două războaie mondiale România fiind așadar ancorată, la est de râu, oricând ar fi dorit Uniunea Sovietică să atace spre vest, Nistrul ar fi reprezentat o formidabilă linie de apărare. De altfel, în timpul retragerii poloneze din vara anului 1920 din cadrul Războiului polono-sovietic, linia Nistrului a fost menținută de către trupele poloneze și ucrainene împotriva cavaleriei lui Budionnîi care, încerca să ocupe Galiția de Est.

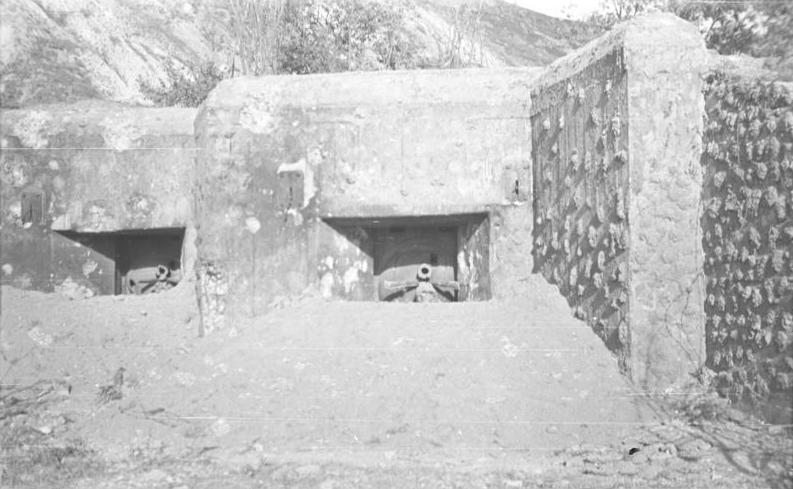
Amplasament de artilerie antitanc aflat între Moghilău și Iampol, aparținând Liniei Stalin.

Pe partea stângă a râului statul sovietic a edificat, în perioada 1934-1937 spre sud continuarea Liniei Stalin⁠(en)[traduceți], sistem defensiv regional organizat în profunzime care avea, în zonă, rol de barieră de protecție a comunicației dintre Kiev și Odesa. Linia defensivă, venind dinspre nord-nord-est dinspre Kiev urma linia Nistrului până la gura lui de vărsare, la vest de Odesa. Cu toate acestea, pierderea controlului liniei Nistrului de către ruși, prin separarea Basarabiei de Rusia ca urmare a satisfacerii dorințelor României nu a fost o situație cu care, statul rus redevenit ulterior mai puternic să se fi putut împăca.
De altfel, zona fortificată cândva inițial, pe dreapta Nistrului de turci, a revenit mai târziu Uniunii Sovietice, frontul liniei Nistrului fiind folosit pentru concentrarea trupele sovietice în cadrul preparativelor militare necesare ocupării Basarabiei.

##### Al Doilea Război Mondial
În Al Doilea Război Mondial România aliată cu Germania Nazistă a invadat URSS dincolo de linia Nistrului, până la Stalingrad și în Caucaz, ceea ce s-a dovedit a fi o gravă eroare strategică. În luna martie 1944 Armata Roșie revenise deja la linia Nistrului, ocupând nordul Basarabiei și o parte importantă a centrului provinciei, frontul stabilizându-se doar temporar pe această linie, în iunie 1944.

### Epoca contemporană

#### Dinamica postsovietică
După destrămarea URSS spațiul și-a menținut caracterul de zonă de interes strategic pentru Rusia postsovietică, într-un context aflat actual într-o continuă evoluție. Conform opiniei lui George Friedman (exprimată în 2010) rușii nu se vor retrage niciodată de pe Linia Nistrului, dat fiind că aceasta este fâșia lor de apărare, de unde și interesul lor pentru Transnistria.
Acest spațiu de intres strategic este atribuit în prezent triunghiului format din Republica Moldova (dreapta Nistrului), Republica Moldovenească Nistreană (stânga Nistrului) și Ucraina (Limanul Nistrului și Regiunea Odesa), precum și spațiului maritim aferent din proximitate. Interesele acestor state se exprimă într-un spațiu geopolitic mai extins decât regiunea Nistrului, în care, contează și afilierea acestora la ansamblurile geopolitice cărora le aparțin. În acest context a fost emisă opinia că, frontiera estică a Uniunii Europene s-ar putea deplasa până la Nistru, separând Republica Moldova de Transnistria.

## Perspective economice
| Imagine indisponibilă                                                                           |  | Imagine indisponibilă                          |
| Marele Ducat al Lituaniei și Regatul Poloniei sub Vladislav al II-lea al Poloniei (1386 - 1434) |  | Expansiunea Imperiului Otoman între 1307-1683. |

Balanța de putere este un factor care, influențează evoluția comerțului internațional dat fiind impactul nivelului de securitate comercială existent, în plan teritorial. Un astfel de exemplu este procesul istoric de creștere a importanței comerciale a Cetății Albe în dauna Caffei și de pierdere de către Caffa a rolului său istoric de cel mai eficient port la Marea Neagră, în favoarea Cetății Albe. 
Acest proces a debutat în timpul perioadei genoveze a comerțului pontic și s-a finalizat odată cu cucerirea Crimeei de către Imperiul Otoman. În acest interval, începând din secolul al XIV-lea comunicația reprezentată de Drumul Moldovenesc (Liov–Cetatea Albă) a preluat, de la cea reprezentată de Drumul Tătăresc (Liov–Caffa), rolul de placă turnantă a comerțului dintre Regiunea Baltică, Marea Neagră, Istanbul și Bursa. Procesul respectiv s-a derulat în corelație cu cu frontiera Uniunii Polono-Lituaniene, care uniune a ajuns să domine linia dintre Marea Baltica și Marea Neagră și astfel, controlând linia Nistrului a securizat regiunea, aceasta devenind propice pentru comerț. Includerea liniei Nistrului sub umbrela stabilă de securitate polono-lituaniană a permis astfel, mutarea accentului comerțului către comunicația Liov-Cetatea Albă. Liovul a devenit astfel poarta către sudul Mării Negre, regiunea integrându-se astfel comerțului internațional și orașul a căpătat, în acest context, un statut de imperiu comercial care distribuia produse orientale spre Lumea Occidentală.
Cucerirea Crimeei de către otomani, precum și evacuarea genovezilor din porturile de pe coasta Mării Negre au pus capăt dominației italiene asupra părții terminale a bazinelor Dunării, Nistrului, Niprului și Donului, astfel că Imperiul Otoman a ajuns să domine ambele căi comerciale, atât cea care debușa la Cetatea Albă cât și cea care avea capătul la Caffa.
Vezi și articolul Frontiera Polono-Lituaniano-Otomană⁠(en)[traduceți]